# Зельцах
Зельцах (нім. Selzach) — громада  в Швейцарії в кантоні Золотурн, округ Леберн.

## Географія
Громада розташована на відстані близько 29 км на північ від Берна, 7 км на захід від Золотурна.
Зельцах має площу 19,5 км², з яких на 9,1% дозволяється будівництво (житлове та будівництво доріг), 50,3% використовуються в сільськогосподарських цілях, 38,3% зайнято лісами, 2,3% не є продуктивними (річки, льодовики або гори).

## Демографія
2019 року в громаді мешкало 3434 особи (+11% порівняно з 2010 роком), іноземців було 16,4%. Густота населення становила 176 осіб/км².
За віковим діапазоном населення розподілялося таким чином: 20,2% — особи молодші 20 років, 59,5% — особи у віці 20—64 років, 20,3% — особи у віці 65 років та старші. Було 1481 помешкань (у середньому 2,3 особи в помешканні).
Із загальної кількості 1899 працюючих 151 був зайнятий в первинному секторі, 1101 — в обробній промисловості, 647 — в галузі послуг.